# Débitmètre à effet Coriolis
Pour les articles homonymes, voir Coriolis.
Au XIXe siècle, le mathématicien et ingénieur français Gaspard-Gustave Coriolis découvrit la force de Coriolis le mouvement des corps dans un milieu en rotation. C'est la caractéristique de cette force qui est mis en œuvre dans le principe de mesure du débitmètre à effet Coriolis.

## Principaux intérêts du débitmètre de Coriolis
- Le débitmètre à effet Coriolis est un débitmètre massique. Il effectue une mesure directe et intégrale de la masse.
- Il permet de connaitre avec précision le débit d'un fluide aussi bien liquide que gazeux, des émulsions de liquides (huile/eau) ou encore des mélanges liquides/solides (sans nécessité d'effectuer une filtration).
- Il permet de recueillir plusieurs informations simultanément : mesure du débit massique, de la masse volumique, de la température (la température est mesurée car elle permet de corriger la mesure du débit et de maintenir la stabilité du "zéro")
- Il possède une grande exactitude de mesure, de l'ordre de 0,1 % contre 0,5 % pour les autres débitmètres. Si les débitmètres à effet de Coriolis doivent être étalonnés par rapport à un système de balance (avec des poids de masse précise), les autres types de débitmètres peuvent tous simplement être étalonnés à partir d'un débitmètre de Coriolis.
- Les seules faiblesses du débitmètre à effet Coriolis sont son coût. (deux fois supérieur à un débitmètre électromagnétique) et sa sensibilité aux vibrations du procédé.

## Principe de mesure
L'instrument est constitué d'un simple tube en forme de U sans obstacle dans lequel on fait s'écouler le fluide dont le débit doit être mesuré. Le tube est relié à des capteurs de vibrations et des éléments vibrants. Le tube est mis en vibration à une fréquence donné. La force de Coriolis (perpendiculaire au plan de l'écoulement) exercée sur le tube par le fluide en mouvement  à l'intérieur induit un déphasage entre le tube et l'oscillation forcée. 
En conséquence la mesure du débit par un débitmètre à effet Coriolis repose sur l'information de deux capteurs électrodynamique disposés de part et d'autre de l'oscillateur (le tube en U). Ces capteurs mesurent la vitesse de déplacement du tube de mesure. Le déphasage entre les deux capteurs de mesures est proportionnel au débit massique du fluide circulant dans le tube.

## Technologies

### Forme du tube
Il existe des débitmètres avec des tubes droits et avec des tubes courbes. La forme du tube n'a pas d'influence particulière sur la mesure et dépend des propriétés mécaniques des matériaux utilisés. En imaginant les extrémités du tube fixées, lors de la mesure d'un fluide chaud le tube courbe peut se dilater librement sans apparition de contraintes, ce qui n'est pas le cas du tube droit. Les tubes droits sont en titane, alors que les tubes courbes sont en acier. Le choix est réalisé principalement en fonction des propriétés chimiques du fluide utilisé (principalement la corrosion).

### 1 ou 2 tubes
Il existe des débitmètres avec 1 ou 2 tubes.
Lorsque le fluide ne s'écoule pas dans le tube, on souhaite que le système soit totalement symétrique. Il faut donc que les deux extrémités du tube soient des nœuds de vibration (voir Onde sur une corde vibrante). 
Cette perfection peut être (théoriquement) atteinte si :
- On utilise les propriétés d'un diapason. C'est le dispositif avec deux tubes identiques couplés. Les jointures constituent des nœuds de vibrations quelle que soit la densité du fluide dans les tubes.
- Les extrémités du tube unique sont parfaitement immobilisées (encastrées). Théoriquement il faudrait que les extrémités soient reliées à des masses infinies.

D'un point de vue pratique,  le design à deux tubes permet de mieux approcher la perfection théorique, mais nécessite de pouvoir diviser le flux parfaitement en deux à l'entrée du débitmètre.